# John George Haigh

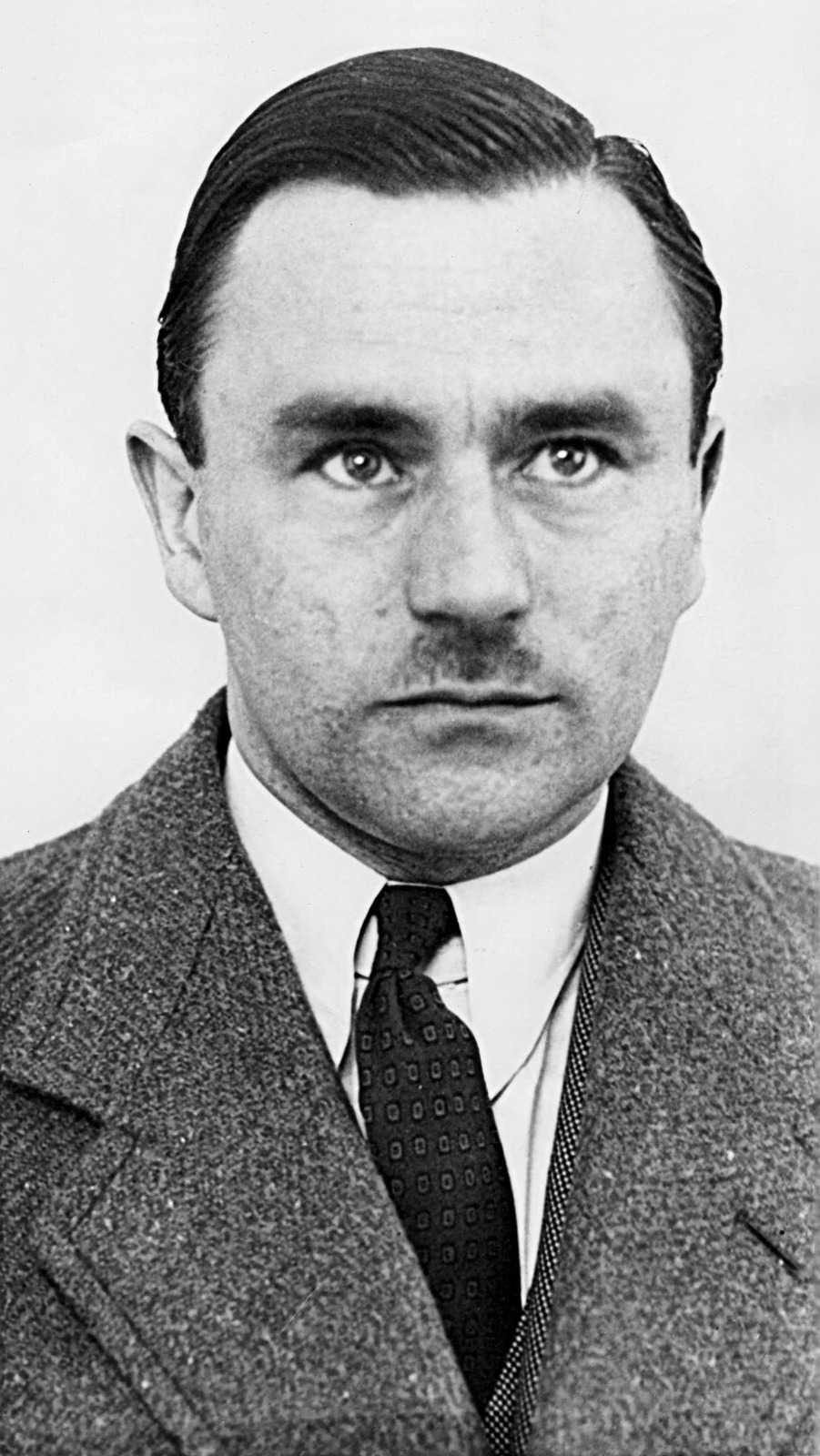
John George Haigh

John George Haigh (Wakefield, 24 juli 1909 – Londen, 10 augustus 1949), bijgenaamd The Acid Bath Murderer, was een seriemoordenaar in Engeland tijdens de jaren 40. Hij is veroordeeld voor de moord op zes mensen, maar beweerde er zelf negen vermoord te hebben. Zijn werkwijze bestond uit het vermoorden van mensen, hun lichamen in zwavelzuur op te laten lossen en dan hun bezittingen te verkopen. Hij dacht dat de politie geen mensen kon beschuldigen van moord voordat ze een lijk gevonden hadden. Uiteindelijk werd hij veroordeeld op basis van forensisch bewijs en op 10 augustus 1949 geëxecuteerd.

## Leven
Haigh werd geboren in Wakefield en groeide op in het nabije dorp Outwood. Zijn ouders, John en Emily, waren leden van de Vergadering van gelovigen. Hij werd gedwongen om te leven, opgesloten door een hek van drie meter hoog, dat door zijn vader was aangelegd om de familie van de buitenwereld af te zonderen. Haigh beweerde later dat hij in zijn jeugd aan terugkerende religieuze nachtmerries leed. Haigh ging naar de Queen Elizabeth Grammar School, een privéschool in Wakefield, waar nog steeds een tafeltje met zijn naam erop staat. Zijn ouders kregen een ander geloof en hij werd lid van het koor van de kathedraal van Wakefield.
Haigh ontwikkelde een passie voor auto's. Na zijn schooltijd werd hij lid van een clubje motorbouwers. Na een jaar stopte hij ermee en ging hij werken bij verzekeringsbedrijven en advertentiebureaus. Op zijn 21e werd hij ontslagen omdat hij verdacht werd van diefstal. In 1934 stopte Haigh met het bezoeken van de kerk.

## Huwelijk en celstraf
Op 6 juli 1934 trouwde Haigh met Betty Hammer, een 21-jarige vrouw. Het duurde niet lang voor het huwelijk strandde. In datzelfde jaar belandde Haigh in de cel wegens fraude. Terwijl hij zijn celstraf uitzat, kreeg Betty een kind, maar ze liet het adopteren en verliet Haigh. Vlak nadat hij vrijgelaten was, moest hij opnieuw de gevangenis in, ditmaal voor de duur van vijftien maanden, wegens een fraudeaffaire met auto's gekocht op afbetaling. Toen hij vrijgelaten werd, startte hij een onderneming, maar dat plan mislukte toen zijn zakenpartner bij een motorongeluk omkwam.
Daarna verhuisde hij naar Londen en werd hij de chauffeur van William McSwann, de rijke bezitter van een pretpark. Haigh en McSwann raakten bevriend, maar Haigh wilde nog steeds de zakenwereld in. Hij probeerde het, maar belandde weer in de cel voor fraude, ditmaal voor vier jaar. Net na het begin van de Tweede Wereldoorlog werd hij vrijgelaten, en daarna weer opgesloten wegens diefstal. Terwijl hij in de cel zat bedacht hij de "perfecte moord": het lichaam vernietigen door het in zwavelzuur op te laten lossen. Hij probeerde het uit bij muizen en merkte dat het slechts dertig minuten duurde tot het lichaam verdwenen was.

## De "Acid Bath"-moorden
In 1944 werd hij vrijgelaten en kreeg hij een baan bij een techniekbedrijf. Vlak daarna kwam hij toevallig McSwann tegen in de kroeg in Kensington. McSwann stelde Haigh voor aan zijn ouders, Donald en Amy, die opmerkten dat ze in goederen geïnvesteerd hadden. Op 6 september 1944 verdween McSwann. Haigh zei later dat hij hem op zijn hoofd had geslagen nadat hij hem in een kelder had gelokt. Daarna stopte hij zijn lichaam in een vat van 160 liter met geconcentreerd zwavelzuur. Twee dagen later kwam Haigh terug en zag hij dat het lichaam slijk geworden was, en gooide hij het het riool in. Hij zei tegen McSwanns ouders dat hun zoon naar Schotland gevlucht was zodat hij niet het leger in hoefde. Toen de ouders zich af begonnen te vragen waarom hun zoon niet terugkwam nadat de oorlog voorbij was vermoordde hij hen ook: op 2 juli 1945 lokte hij ze naar Gloucester Road en ruimde hij ze uit de weg.
Haigh stal de pensioencheques van Donald McSwann, verkocht hun bezittingen — waarmee hij ongeveer 8000 pond verdiende — en ging in het Onslow Court-hotel in Kensington wonen. In de zomer van 1947 raakte Haighs geld op door gokken, en vond hij nog een koppel om te vermoorden en beroven: Dr. Archibald Henderson en zijn vrouw Rose, die hij ontmoette nadat hij zei geïnteresseerd te zijn in een huis dat te koop stond. Hij huurde een kleine werkplaats op de Leopord Road in Crawley, West Sussex, en nam zijn zwavelzuur en vat mee. Op 12 februari 1948 nam hij Dr. Henderson mee naar Crawley, om hem zogenaamd een nieuwe uitvinding te laten zien. Toen ze in Crawley arriveerden schoot hij hem in zijn hoofd met een revolver die hij eerder gestolen had uit het huis van Henderson. Daarna lokte hij mevrouw Henderson naar zijn werkplaats, met de bewering dat haar man opeens ziek geworden was, en schoot hij haar ook neer. Eerst liet hij de lichamen oplossen in zwavelzuur, en daarna vervalste hij een brief van de Hendersons en verkocht hij al hun bezittingen voor 8000 pond. Alleen hun hond hield hij zelf.

## Laatste slachtoffer en arrestatie
Haighs volgende en laatste slachtoffer was Olive Durand-Deacon, een 69-jarige weduwe die ook in het Onslow Court-hotel woonde. Ze zei tegen Haigh dat ze een idee had om kunstmatige nagels te maken. Hij nodigde haar op 18 februari 1949 uit om naar zijn werkplaats te komen, en toen ze binnen was schoot hij haar in de achterkant van haar hoofd, stal hij al haar kostbaarheden, en liet hij haar lichaam oplossen in zwavelzuur. Twee dagen later gaf Constance Lane, een vriend van de weduwe, haar op als vermist. Niet lang daarna ontdekte een aantal detectives Haighs geschiedenis van diefstal en fraude en doorzochten ze zijn werkplaats. De politie vond niet alleen zijn aktetas met daarin een briefje van de stomerij van mevrouw Durand-Deacon, maar ook papieren over de Hendersons en McSwanns. De patholoog Keith Simpson onderzocht de werkplaats en vond uiteindelijk drie menselijke galstenen.
Toen Haigh ondervraagd werd door detective Albert Webb, vroeg hij hem: "Zeg eens heel eerlijk, hoe groot is de kans dat Broadmoor iemand vrijlaat?" De inspecteur zei dat hij dat soort dingen niet mocht bespreken, waarop Haigh antwoordde: "Als ik je de waarheid zou vertellen, zou je me niet geloven. Het klinkt te fantastisch om het te geloven." Toen bekende Haigh dat hij niet alleen Durand-Deacon, de McSwanns en de Hendersons had vermoord, maar ook nog drie andere mensen — een jongeman genaamd Max, een meisje uit Eastbourne en een vrouw uit Hammersmith.

## Rechtszaak en executie
Na zijn arrestatie werd Haigh in voorarrest geplaatst in Cel 2 van het Horsham Police Station op de Barttelot Road. Hij werd aangeklaagd wegens moord, en de rechtszaak tegen hem startte in de nabije rechtbank, de Old Town Hall.
De "Attorney-General", Hartley Shawcross KC, was de aanklager en eiste van de jury dat ze het argument van ontoerekeningsvatbaarheid verwierp omdat Haigh volledig bewust had gehandeld. David Maxwell Fyfe, Haighs advocaat, riep vele getuigen op om te bevestigen dat Haighs geestelijke gesteldheid slecht was, bijvoorbeeld Henry Yellowlees, die beweerde dat Haigh paranoïde was. Door beul Albert Pierrepoint werd hij op 10 augustus 1949 aan de galg geëxecuteerd.

## Haighs slachtoffers
- William Donald McSwann, 6 september 1944
- Donald en Amy McSwann, 2 juli 1945
- Archibald en Rosalie Henderson, 12 februari 1948
- Olive Henrietta Robarts Durand-Deacon, 18 februari 1949